# Brigach
Brigach este un curs de apă în landul Baden-Württemberg, Germania. În orașul Donaueschingen, acest râu se contopește cu râul Breg, dând naștere fluviului Dunărea.